# كوكا

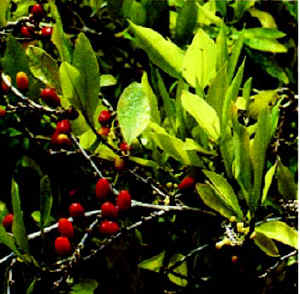
الكوكا

الكوكة أو الكوكا (الاسم العلمي: Erythroxylum coca) نبات يتواجد في أمريكا الجنوبية. يمضغ أوراقه المجففة سكان الأنديز الأصليين بهدف التأثير التنبيهي. تستخرج منه مادة الكوكايين ومركبات شبه قلوية أخرى. ارتفاع الشجيرات تترواح بين متر ومترين، ويراوح طول أوراق كوكة الهوانكو من 2.5 إلى 7.5 سم، بينما أوراق التراكسيلو أصغر. لها تأثير مخدر عند المضغ. تستخدم أوراق الكوكة في الطب كمخدر مثل الكوكايين.

## مراجع

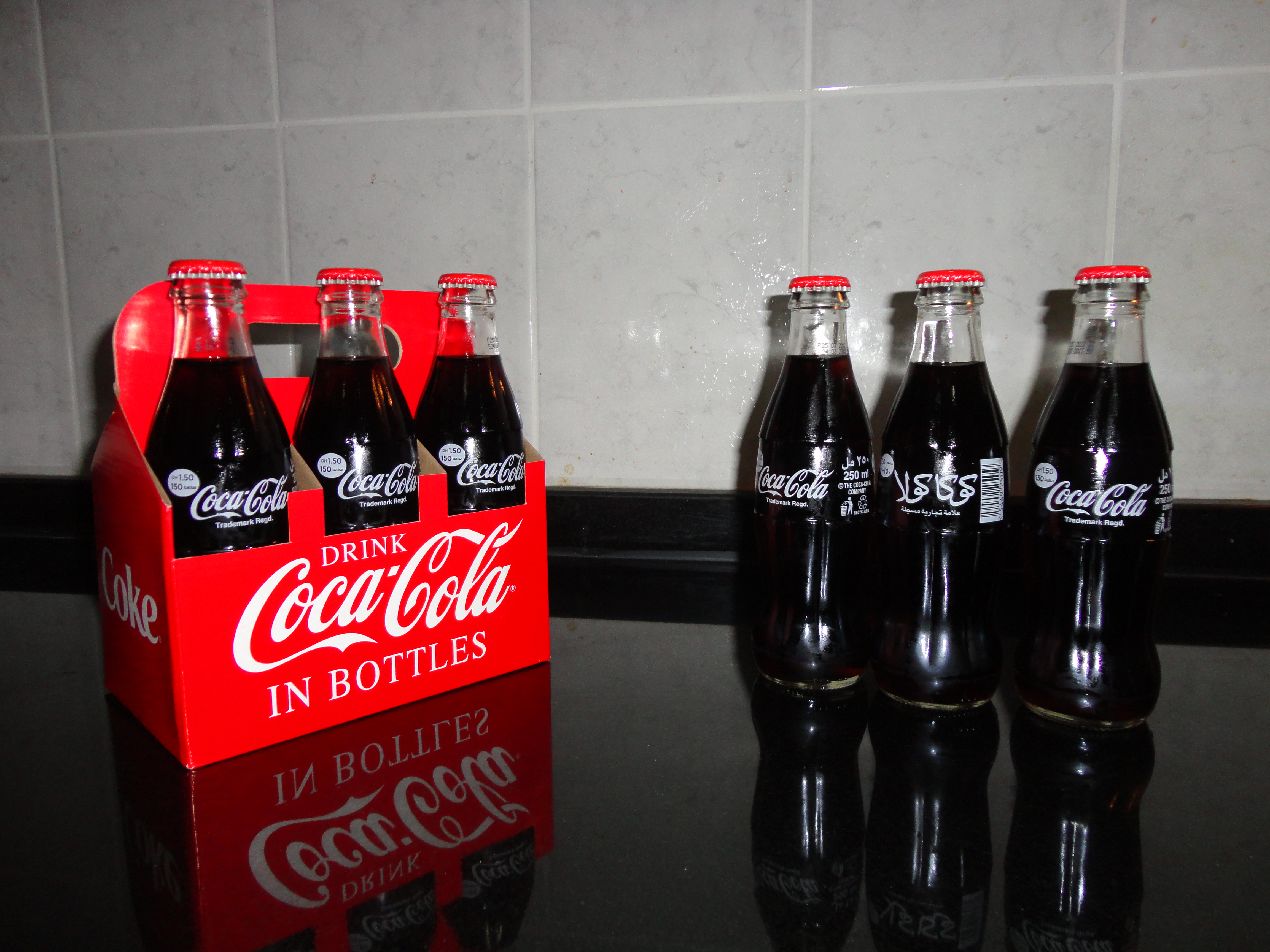
تستخدم نبتة الكوكا في إنتاج هذا النوع من المشروبات الغازية